# Катковський Володимир Леонідович
Володимир Катковський (біл. Уладзімер Каткоўскі, 19 червня 1976 — 25 травня 2007) — відомий білоруський діяч інтернету, засновник білоруської Вікіпедії.

## Біографія
Народився у Мінську, де й закінчив школу. У 1993 поїхав у США за програмою обміну «Акт у підтримку свободи».
Закінчив Американський університет у Благоєвграді (Болгарія) за фахом «інформатика». Працював комп'ютерним спеціалістом у Будапешті (Фонд Сороса), потім у Франкфурті-на-Майні. З 2002 працював у білоруській редакції «Радіо Свобода».
16 червня 2006 разом зі своєю дружиною потрапив у автомобільну катастрофу на вулиці Праги. З того часу знаходився в глибокій комі. Помер 25 травня 2007, майже через рік після катастрофи, так і не прийшовши до тями.

## Діяльність в інтернеті
Володимир Катковський був одним із піонерів білоруськомовного інтернету і його активним і відомим діячем. У кінці 1990-их створив сайт «Літванія, зямля ліцьвінаў». Був одним із перших білоруськомовних блогерів у Живому Журналі (користувач rydel23). За свій блог br23.net отримав гран-прі 4-го конкурсу білоруських контент-проектів, який проводився компанією TUT.BY.
Створив та підтримував сайт Pravapis.org, присвячений білоруській мові, сайт «Мартыралёґ Беларусі», який розповідав про білоруські жертви сталінських репресій. Переклав на білоруську мову інтерфейс відомого пошуковика Google, заснував Вікіпедію білоруською мовою (be-x-old:Удзельнік:Rydel, згодом сторінка була перейменована адміністраторами в be-x-old:Удзельнік:Rydel~be-x-oldwiki).
Створив і адміністрував останню версію сайту білоруської служби Радіо Свобода.